# Marija Pucarević
Marija Pucarević (* 20. August 1990 in Belgrad, Jugoslawien) ist eine serbische Volleyballspielerin.

## Karriere
Pucarević begann ihre Karriere in ihrer Heimatstadt bei FK Obilić. Innerhalb der Stadt wechselte die Zuspielerin zu Poštar 064 Belgrad. Die Junioren-Nationalspielerin wurde Vize-Europameisterin mit dem Nachwuchs. Mit Belgrad gewann sie von 2006 bis 2009 viermal das nationale Double aus Meisterschaft und Pokal. 2010 wurde sie vom deutschen Bundesligisten VfB 91 Suhl verpflichtet, mit dem sie 2011 und 2012 das Finale im DVV-Pokal erreichte. 2013 wechselte Pucarević nach Israel zu Hapoel Ironi Kiryat Ata. Ein Jahr später wurde sie von den Ladies in Black Aachen verpflichtet und kehrte somit in die Bundesliga zurück. Zum Beginn der Saison 2015/2016 wechselte sie zu Roter Stern Belgrad.